# Однопёров, Александр Владимирович
Александр Владимирович Однопёров (род. 23 октября 1957) — советский и российский футболист, игрок в мини-футбол.

## Биография
Начинал играть в ДЮСШ Селидово, юношеских командах Горняка и шахты «Сороковая» Донецкой области. За команду шахты играл в КФК в 1974—1975 годах. С 1978 года — в «Атлантике» Севастополь, в 1979—1980 годах во второй лиге сыграл 60 матчей, забил один гол. В конце сезона-1980 за команду первой лиги «Динамо» (Ставрополь) сыграл 4 матча. Во второй лиге выступал за «Дружбу» Йошкар-Ола (1981), «Локомотив» Челябинск (1982—1987), «Металлург» Магнитогорск (1987). С 1988 года — в «Торпедо» Миасс, в 1991 году во второй низшей лиге в 42 матчах забил 41 гол. Завершал профессиональную карьеру в первой российской лиге, играя за «Торпедо» Миасс (1992) и «Зенит» Челябинск (1993). В 1994 году выступал за «Металлург» Аша в первой группе чемпионата Челябинской области.
Лучший бомбардир миасского «Торпедо» — 102 мяча.
Играл за мини-футбольный клуб «Феникс» / «Феникс-Локомотив» Челябинск. В сезоне 1994/95 провёл два матча в чемпионате России.
Игрок Лиги любителей бильярда.